# The House of the Dead
The House of the Dead lub House of the Dead – gra na automaty, konsolę Sega Saturn i komputery PC wydana w 1996 roku, po latach została wydana również na PlayStation Network, pojawiła się również wersja na telefony. Gra ta należy do serii The House of the Dead.
W 2003 roku na podstawie gry The House of the Dead nakręcono film Dom śmierci., wyreżyserowany przez Uwe Boll.

## Fabuła
Gra opowiada o Agencie Rogan (w przypadku gry dwuosobowej również o jego partnerze, "G") wyruszającego do tajnego laboratorium doktora Curiena, w którym musi wyjaśnić zagadkę natury prowadzonych badań oraz wyjaśnić przyczyny zniknięcia całej ekipy laboratorium.

## Rozgrywka
Gra jest pełna akcji, polega na strzelaniu do zombie i mutantów. Czasem pojawia się niewinna ofiara, którą należy ocalić przed atakiem wrogów, w przypadku przypadkowego postrzelenia gracz traci życie. Kiedy życia się skończą, gra wymaga kolejnej monety, by kontynuować rozgrywkę (w przypadku wersji na konsole i PC jest z góry ustalona możliwość kontynuacji). To jeden z typowych celowniczków – bohater porusza się po z góry wyznaczonej trasie, gracz ma kontrolę tylko nad celownikiem jego broni, oraz jej przeładowywaniem. Gra jest jednak nieliniowa – trasa jest modyfikowana w zależności od niektórych poczynań gracza, jak np. uratowanie zakładnika, czy też trafienie w przełącznik. Co jakiś czas na trasie staje boss, którego należy pokonać – by to zrobić, należy zniszczyć jego słaby punkt.
Gra posiada również „Boss Mode”, w którym można walczyć z wybranym bossem, o jak najlepszy wynik.